# Яковлев, Александр Андреевич (офицер)
Александр Андреевич Яковлев (1901—1943) — майор Рабоче-крестьянской Красной Армии, участник Гражданской и Великой Отечественной войн, дважды Краснознамёнец (1923, 1923).

## Биография
Александр Яковлев родился в 1901 году. В октябре 1918 года он пошёл на службу в Рабоче-крестьянскую Красную Армию. Участвовал в боях Гражданской войны, будучи красноармейцем 4-го Петроградского полка, командиром ротной разведки 269-го Богоявленского полка, командиром батальонной разведки 263-го стрелкового полка, командиром взвода 1-го западного полка, командиром взвода и роты 15-го стрелкового полка, командиром роты 1-го Читинского стрелкового полка, помощником командира, командиром роты, помощником командира батальона 6-го Хабаровского стрелкового полка. Неоднократно отличался в боях.
Особо отличился во время боёв с войсками генерала Михаила Дитерихса. Приказом Революционного Военного Совета Республики № 156 от 16 октября 1923 года командир роты 1-го Читинского стрелкового полка Александр Яковлев был награждён первым орденом Красного Знамени РСФСР.
Во второй раз отличился во время боя 7 сентября 1922 года у посёлка Тихменево. Приказом Революционного Военного Совета Республики № 156 от 16 октября 1923 года помощник командира 7-й роты 6-го Хабаровского стрелкового полка Александр Яковлев был награждён вторым орденом Красного Знамени РСФСР (обоими орденами был награждён одним и тем же Приказом).
После окончания войны Яковлев продолжил службу в Рабоче-крестьянской Красной Армии. Окончил курсы «Выстрел» и Военную академию имени М. В. Фрунзе. Некоторое время служил военным атташе в Финляндии, позднее был заместителем начальника отдела штаба Ленинградского военного округа, командиром и военным комиссаром 58-го стрелкового полка. Майор Александр Яковлев умер в 1943 году.